# Delme de forca
El delme de forca (diezmo de horca, en la versió original en castellà) va ser una de les formes de repressió borbònica del Felip V durant la Guerra dels catalans que consistia a executar la desena part dels presoners sense cap judici previ.
La consideració de les autoritats borbòniques envers els presoners catalans fou orientada amb la mateixa focalització de la realitat que en els termes de repressió a persones que cometen delictes de lesa majestat: Catalunya és Espanya i els catalans són súbdits espanyols, per tant si se subleven no són un exèrcit regular d'un país, sinó malfactors que cal extirpar de la societat espanyola.
Durant la guerra i la repressió es van utilitzar dues eines específiques el "diezmo de horca" -delme de forca- i l'"ejecución sin estrépito de justícia" la primera consistia a executar la desena part dels presoners (catalans, valencians i aragonesos) i la resta enviar-los a galeres amb la prevenció de no deixar rastres escrits per tal de fer impossible l'intent de petició d'alliberament pels familiars; la segona consistia a executar tots els presoners sense cap tipus d'acte judicial.
El primer cas documentat va ser a l'acte de relleu de la guarnició de la ciutat de Tarragona entre els exèrcits imperial i borbònic, el 14 de juliol de 1713. En Josep Maria Torras i Ribé ha estat un dels qui ha desenvolupat una important recerca en el camp de la repressió borbònica.